# 833 TCN
833 TCN là một năm trong lịch La Mã.